# Ramales de la Victoria
Ramales de la Victoria är en kommun i Spanien. Den ligger i den autonoma regionen Kantabrien i norra delen av landet, 300 km norr om huvudstaden Madrid. Antalet invånare är 3 061 (2024).